# Jen Ledger
Jennifer Carole „Jen” Ledger (Coventry, 1989. december 8. –) angol dobos és háttérénekes az amerikai keresztény rock és hard rock együttesben, a Skilletben. 18 évesen, miután a csapat előző dobosa, Lori Peters visszavonult, ő vette át szerepét ezen a hangszeren.
Coventryban született, Angliában, de 16 évesen az Amerikai Egyesült Államokba költözött dobot tanulni a Living Light School of Worshipban, Wisconsin államban.
Ezt követően a Skillet dobosa és női énekese a 2008-as Comatose Tour óta.
2014-ben Jen Ledger bejelentette, hogy Korey Cooper zenésztársával belekezdenek egy saját készítésű pop szólóalbumba.

## Fordítás
- Ez a szócikk részben vagy egészben  a   Jen Ledger című angol Wikipédia-szócikk ezen változatának fordításán alapul.  Az eredeti cikk szerkesztőit annak laptörténete sorolja fel. Ez a jelzés csupán a megfogalmazás eredetét és a szerzői jogokat jelzi, nem szolgál a cikkben szereplő információk forrásmegjelöléseként.